# Feurs
Feurs ist eine französische Gemeinde mit 8.370 Einwohnern (Stand 1. Januar 2022) im Département Loire in der Region Auvergne-Rhône-Alpes. Sie gehört zum Arrondissement Montbrison und ist Hauptort des Kantons Feurs.

## Geografie
Die Kleinstadt liegt inmitten der historischen Provinz Forez rund 70 Kilometer westlich von Lyon am rechten Ufer der Loire, in die hier die Loise einmündet.
Die Gemeinde hatte seit 1832 einen Bahnhof an der Bahnstrecke Roanne–Andrézieux, die dritte Bahnstrecke Frankreichs. Diese Strecke wurde später zwischen Balbigny und Le Coteau umtrassiert und in die Bahnstrecke Moret-Veneux-les-Sablons–Lyon-Perrache integriert. Heute wird er von Zügen des TER Auvergne-Rhône-Alpes der Verbindung Roanne–Saint-Étienne-Châteaucreux bedient.

## Bevölkerungsentwicklung
| Jahr                       | 1962 | 1968 | 1975 | 1982 | 1990 | 1999 | 2010 | 2017 |
| Einwohner                  | 6272 | 6649 | 8017 | 8012 | 7803 | 7669 | 7921 | 8173 |
| Quellen: Cassini und INSEE |      |      |      |      |      |      |      |      |

## Persönlichkeiten
Feurs ist der Geburtsort von Geoffroy Guichard, dem späteren Gründer von Casino Guichard.

## Weblinks

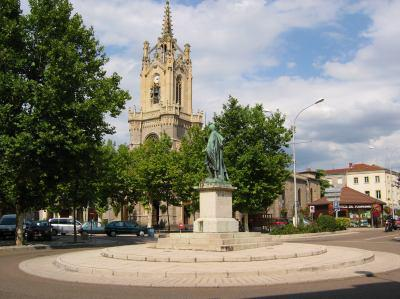
Pfarrkirche Notre-Dame in Feurs

## Gemeindepartnerschaft
- Olching, Oberbayern